# Rolling Hills Estates
Rolling Hills Estates è una città della Contea di Los Angeles, in California (Stati Uniti). L'insediamento, situato nella parte settentrionale della penisola di Palos Verdes, è a carattere prevalentemente residenziale. Il suo territorio faceva parte della ben più vasta concessione di Rancho San Pedro, donata dalla Corona spagnola a Juan José Domínguez nel 1784. L'area venne in seguito conosciuta con il nome di Rancho El Elastico. La città venne istituita il 18 settembre 1957.